# Sisian
Sisian of Sisavan (Armeens: Սիսիան ) is een stad in de provincie Sjoenik in het zuiden van Armenië. De stad heeft in 2009 bijna 17.000 inwoners. Sisian is gelegen aan de rivier Vorotan, 115 kilometer van de provinciehoofdstad Kapan.

## Jumelages
- Nea Smyrni (Griekenland)
- Montélimar (Frankrijk)
- Sloetsk (Wit-Rusland)

## Geboren in Sisian
- Nicholas Adontz, historicus (1871-1942)
- Israel Ori, diplomaat (1658-1711)

Abovjan · Agarak · Achtala · Alaverdi · Aparan · Ararat · Armavir · Artasjat · Artik · Artsvasjen · Asjtarak · Berd · Bjoeregavan · Dastakert · Darakert · Dilidzjan · Dzjermoek · Etsjmiadzin · Gavar · Goris · Gjoemri · Hrazdan · Idzjevan · Jechegnadzor · Jegvard · Kadzjaran · Kapan · Maralik · Martoeni · Masis · Megri · Metsamor · Nojemberjan · Nor Hatsjen · Odzoen · Sevan · Sisian · Sjamloeg · Spitak · Stepanavan · Talin · Tasjir · Toemanjan · Tsachkadzor · Tsjambarak · Tsjarentsavan · Vajk · Vanadzor · Vardenis · Vedi · Jerevan